# Colonel général

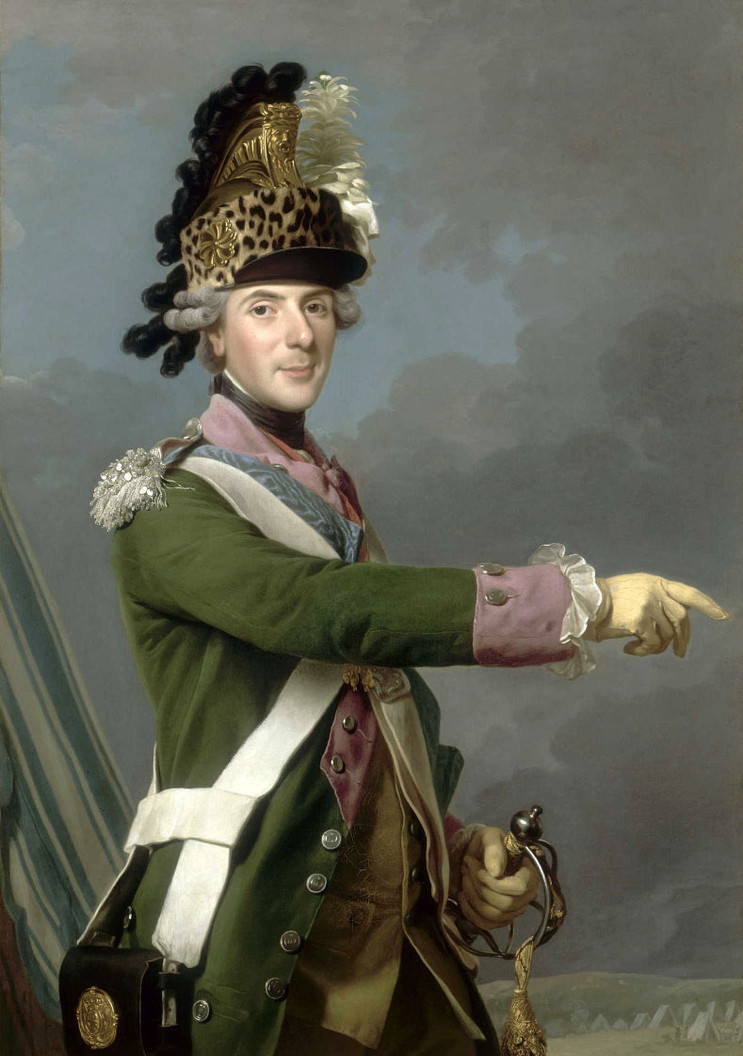
Porträt von Louis Ferdinand de Bourbon, dauphin de Viennois Gemälde von Alexandre Roslin (1765)
Musée national du Château et des Trianons (Versailles)Der Dauphin in der Uniform des Colonel-général des dragons.

Der Colonel général war eine militärische Dienststellung aus der Zeit des Ancien Régime in Frankreich. Er war ein höherrangiger Offizier, der allen Regimentern einer Waffengattung vorangestellt war und ursprünglich über diese auch den Oberbefehl führte. Zunächst finden sich je ein „colonel général“ der Infanterie und der Kavallerie. Nachdem ihm jedoch der „colonel général“ der Infanterie zu viel Einfluss auf die Truppenführung genommen hatte, entzog Ludwig XIV. 1661 diesem Posten sämtliche realen Befugnisse und wandelte ihn in eine Stellung ehrenhalber um, was auch die später geschaffenen „colonel général des dragons“ (Generalobersten der Dragoner) (1668), und „colonel général des Cent-Suisses et Grisons“ (Generalobersten der Hundertschweizer und Graubündner) betraf. Letzterer war allen Einheiten der Schweizer in der königlichen Garde (Maison du Roi) vorangestellt. Des Weiteren wurde noch ein „colonel général des Gardes-Françaises“ und der „Hussards“ (Husaren) geschaffen. Nachdem die Bezeichnung Colonel nun nicht mehr belegt war, übernahmen die Kommandeure der Infanterieregimenter die Rangbezeichnung Colonel und legten dafür das bisher geführte „Mestre de camp“ ab. Lediglich bei der Kavallerie bestand der „colonel général“ weiter, aus diesem Grunde hießen deren Regimentskommandeure auch dann noch „Mestre de camp“.
Nachdem der „colonel général“ in seiner Gesamtheit während der Revolution abgeschafft worden war, führte ihn Napoleon I. wieder ein, um damit einige seiner Marschälle von Frankreich ehrenhalber zu betrauen.
In der Restauration und danach blieb der Titel des „colonel général“ den Mitgliedern der königlichen Familie vorbehalten. Nach dem Jahre 1830 wurde er nicht mehr vergeben.

## Die Colonels généraux des Ancien Régime

### Der Colonel général de l’infanterie
Der Colonel général de l’infanterie war eine Offiziersstelle der französischen Krone, die unter König Franz I. eingerichtet wurde. Dieser Offizier stand in der Rangfolge unmittelbar unter dem „maréchal de France“ und hatte das Oberkommando über die Infanterie inne. Während der italienischen Kriege existierte ein „Colonel général jenseits der Berge“ (au-delà des monts) und ein „Colonel général diesseits der Berge“ (en deçà des monts).
Unter dem Herzog von Épernon wurde die Stellung 1581 erstmals als Höheres Kronamt (Grand office de la couronne) etabliert.
Der „Colonel général“ genoss erhebliche Befugnisse, so war er der Befehlshaber über sämtliche Infanterie-Regimenter. Alle Angelegenheiten der „Infanterie“, einschließlich der Ernennung der Offiziere wurden von ihm geregelt. Dies gestattete ihm letztendlich seine Günstlinge in Schlüsselstellungen der Armee zu hieven, was unter Umständen zu einer Gefahr für den König werden könnte. Kardinal Richelieu, und dann Kardinal Mazarin begannen daher die Befugnisse des „colonel général“ einzuschränken.
1638 folgte Bernard de Nogaret de La Valette d’Épernon seinem Vater in dieser Stellung zunächst titularmäßig nach. Als im gleichen Jahr die Schlacht bei Fontarabie gegen die Spanier verloren wurde, wobei Frankreich 4.000 Gefallene und 2.000 in Gefangenschaft geratene Soldaten zu verzeichnen hatte, machte man den „colonel général“ für das Desaster verantwortlich und zwang ihn, nach England in das Exil zu gehen. Auf Anweisung von Richelieu wurde dann der Begriff „colonel général“ die Infanterie betreffend nicht mehr verwendet. Doch noch am Ende des Jahres 1643 kehrte der Herzog von Epernon aus England zurück und wurde nun auch de jure mit der Stellung des „colonel général“ betraut. Im Jahr 1645 wurde der bis dahin verpönt gewesene Begriff wieder bei den Belangen der Infanterie zugelassen. Nach dem Aufstand der Fronde begann König Ludwig XIV., unterstützt von seinem Kriegsminister Le Tellier, die Privilegien des Herzogs von Epernon immer mehr zu beschneiden, was auch dazu führte, dass eine ganze Reihe von Offizieren den Dienst quittierte. Nach dem Tod des Herzogs im Jahre 1661 wurde die Stelle zunächst abgeschafft, aber noch während der Regentschaft Ludwigs XIV. wieder eingeführt, allerdings nur noch als Ehrenamt.

#### Stellenbesetzung
- 1542– ?: Charles I. de Cossé, comte de Brissac
- ? –1546: Jean de Taix, seigneur de Taix
- 1547: Gaspard II. de Coligny (1519–1572)
- 1555: François de Coligny-d’Andelot
- 1558: Blaise de Monluc (1502–1577)
- 1560: Charles de La Rochefoucauld, seigneur de Randan
- 1562: Sébastien de Luxembourg, duc de Penthièvre († 1569)
- 1569: Timoléon de Cossé
- 1569–1581: Marchese Philippe Strozzi.
- 1581–1642: Jean Louis de Nogaret de la Valette, duc d’Épernon
- 1641–1661: Bernard de Nogaret de la Valette, duc d'Épernon
- 1721–1730: Louis IV. Henri de Bourbon, prince de Condé
- 1780: Louis V. Joseph de Bourbon, prince de Condé

### Colonel général de la cavalerie
Der „colonel général“ der Kavallerie wurde gleichzeitig mit dem „colonel général“ der Infanterie etabliert. Wie dieser führte er das Oberkommando über alle Regimenter seiner Waffengattung, in der die Regimentskommandeure (wie bei der Infanterie) „mestre de camp“ hießen. Lediglich die Kompanien der „Gendarmerie de France“ als schwere Kavallerie, die keine Regimenter bildeten standen nicht unter seinem Kommando. Aus diesem Grunde wurde der „colonel général de la cavalerie“ nominell auch als „colonel général de la cavalerie légère“ (also der leichten Kavallerie) bezeichnet. Ihm zur Seite stand als Gehilfe ein „mestre de camp général“ und ein „commissaire général“, Funktionen die jedoch schon bald zu Ehrenämtern wurden. Ebenso wie der „colonel général“ der Infanterie übte auch dieser starken Einfluss auf die Belange der Kavallerie und die Besetzung der Offiziersstellen aus.
Die Zwistigkeiten zwischen dem „colonel général“ der Infanterie und der königlichen Administration wirkten sich jedoch nicht gänzlich auf die Kavallerie aus, weswegen das Amt auch weiterhin bestehen blieb. Das heißt, er war (wenn auch mehr und mehr nur noch symbolisch) weiterhin für die Belange der Kavallerie, wie das Vorschriftenwesen, die Revuen (Besichtigungen) und die Bestallung der Offiziere verantwortlich, etwas was dem Generaloberst der Infanterie erst später wieder zugestanden wurde. Im Jahre 1668 wurden die Dragoner einem eigenen „colonel général“ unterstellt. Der Comte d’Auvergne, „colonel général“ der Kavallerie seit 1675 verteilte ab 1694 die anfallenden Aufgaben auf ein „Corps d’inspecteurs de la cavalerie“ (Korps der Kavallerie-Inspektoren). Unter seinem Neffen und Nachfolger, dem Graf von Évreux wurde die Kavallerie jedoch gänzlich unter königlichen Befehl gestellt.
Im Jahre 1778 wurde der „colonel général des hussards“ eingeführt, womit das System weiter aufgesplittet wurde.

#### Colonels généraux de la cavalerie légère
- 1548–1549: Charles I. de Cossé, comte de Brissac
- 1549: Claude de Lorraine, duc d’Aumale
- 1558: der Duc de Nemours
- 1569–1571: François de Guise
- 1571–1572: Charles de Montmorency, duc de Damville, Maréchal de France
- 1572–1574: Guillaume de Montmorency, seigneur de Thoré
- 1574–1585: Jacques de Savoie duc de Nemours
- 1585: Charles de Lorraine, duc d’Aumale
- 1586–1588: Jean-François de La Guiche
- 1588–1589: Charles de Valois, duc d’Angoulême
- 1589–1595: der Duc des Ursins
- 1595–1604: Charles de Valois, duc d’Angoulême,
- 1604–1616: Jacques de Savoie-Nemours
- 1616–1618: Charles de Valois, duc d’Angoulême
- 1618: François d’Angoulême (1598–1622), comte d’Alais
- 1618–1626: Henri II. de Rohan
- 1626–1643: Louis de Valois, comte d’Alès
- 1643–1653: Louis Emmanuel de Valois, duc d’Angoulême
- 1653–1657: Louis de Lorraine, duc de Joyeuse
- 1657–1675: Henri de La Tour d’Auvergne, vicomte de Turenne
- 1675–1705: Frédéric-Maurice de La Tour d’Auvergne, comte d'Auvergne
- 1705–1740: Henri Louis de la Tour d’Auvergne-Bouillon, comte d'Évreux
- 1740–1759: Godefroy Charles Henri de la Tour d’Auvergne-Bouillon, prince de Turenne
- 1759–1790: Armand Louis, marquis de Béthune

#### Colonels généraux des dragons
- 1668–1672: Antonin Nompar de Caumont, duc de Lauzun
- 1672–1678: Nicolas d’Argouges, marquis de Rannes
- 1678–1692: Louis-François de Boufflers, maréchal de France
- 1692–1703: René de Froulay, Comte de Tessé, maréchal de France, général des Galeeres
- 1703–1704: Antoine V. de Gramont, duc de Guiche dann duc de Gramont, maréchal de France, „colonel général des dragons“ und der Gardes-Françaises
- 1704–1734: François de Franquetot, duc de Coigny, maréchal de France
- 1734–1748: Jean Antoine François de Franquetot, comte de Coigny
- 1748–1754: François de Franquetot de Coigny (Zum zweiten Mal colonel général, da sein Bruder im Duell getötet wurde.)
- 1754–1771: Marie-Charles-Louis d’Albert de Luynes, duc de Chevreuse et de Luynes
- 1771–1783: Marie François Henri de Franquetot, duc de Coigny, maréchal de France
- 1783–1790: Louis Joseph Charles Amable d’Albert de Luynes, duc de Chevreuse, 6e duc de Luynes

#### Colonel général des hussards
- 1778–1790: Louis-Philippe II. Joseph de Bourbon, Duc d’Orléans

#### Colonels généraux des Cent-Suisses et Grisons
- 1544–1562: Guillaume Froelich, erster colonel général des Cent-Suisses
- 15??–1556: Diègue Mandosse, Erster maître d’hôtel du Roi,[5] außerordentlicher Botschafter für die Belange der Schweizer und Graubündner
- 15??–1571: Claude de Clermont-Tonnerre, baron de Dampierre
- 1571–1596: Charles de Montmorency, duc de Damville, maréchal de France
- 1596–1605: Nicolas de Harlay, sieur de Sancy
- 1605–1614: Henri II. de Rohan
- 1614–1632: François de Bassompierre, maréchal de France
- 1632–1642: Pierre-César du Cambout, marquis de Coislin
- 1642–1643: der marquis de La Châtre
- 1643–1647: François de Bassompierre, maréchal de France
- 1647–1657: Charles de Schomberg
- 1657–1674: der Comte de Soissons
- 1674–1710: Louis Auguste I. de Bourbon, duc du Maine,
- 1710–1755: Louis Auguste II. de Bourbon, duc du Maine
- 1755–1762: Louis Charles de Bourbon, comte d’Eu,
- 1762–1771: Étienne-François de Choiseul, duc de Choiseul
- 1771–1790: Charles, comte d’Artois, Bruder von Ludwig XVI.

#### Colonels généraux des Gardes-Françaises
- ????–????: Charles II de Créquy, prince de Poix, seigneur de Créquy, de Fressin et de Canaples, dann duc de Lesdiguières
- 1661–1671: Antoine III de Gramont-Touloujon, duc de Gramont
- 1672–1691: François III d'Aubusson, duc de La Feuillade
- 1692–1704: Louis-François de Boufflers, duc de Boufflers
- 1704–1717: Antoine V. de Gramont, duc de Guiche dann duc de Gramont, maréchal de France, colonel général des dragons und der Gardes-Françaises
- 1717–1741: Antoine VI de Gramont, duc de Gramont
- 1741–1745: Louis de Gramont, duc de Gramont
- 1745–1788: Louis Antoine de Gontaut-Biron, duc de Biron

## Colonels générauxunter Napoleon Bonaparte
- Carabiniers:

Louis Bonaparte, König von Holland und connétable de l'Empire
- Chasseurs à cheval:

1. Juli 1804 Eugène de Beauharnais,
Dezember 1804 Auguste Frédéric Louis Viesse de Marmont, Herzog von Ragusa, dann Emmanuel, comte de Grouchy
- Chasseurs à cheval de la Garde impériale:

1809 Emmanuel, comte de Grouchy
- Cuirassiers:

6. Juli 1804 Laurent de Gouvion Saint-Cyr,
Dezember 1812 Augustin, comte Belliard
- Dragons:

Juni 1804 Louis, comte Baraguey d’Hilliers, † 6. Januar 1813;
16. Januar 1813 Étienne Marie Antoine Champion, comte de Nansouty, † 12. Februar 1815
- Artilleurs et marins de la Garde Impériale (Artillerie und Marineinfanterie der kaiserlichen Garde): 2. Februar 1804 Édouard Adolphe Mortier, Herzog von Treviso,
- Cavalerie de la Garde (Gardekavallerie):

1804 Jean-Baptiste Bessières, Herzog von Istrien, † 1. Mai 1813; dann Louis Gabriel Suchet, Herzog von Albufeira
- Grenadiers à pied de la Garde impériale (Grenadiere zu Fuß der kaiserlichen Garde):

1802? Louis-Nicolas Davout, Herzog von Auerstädt, Fürst von Eggmühl
- Hussards:

1804 Jean-Andoche Junot, Herzog von Abrantes, † 29. Juli 1813
- Suisses (Schweizer):

1807 Jean Lannes, Herzog von Montebello, † 31. Mai 1809;
1809 Louis-Alexandre Berthier, Fürst von Wagram und Neuchâtel, 1809 vice-connétable de l'Empire, dann Jean Lannes, duc de Montebello

## Colonels générauxder Restauration
- Carabiniers: Louis-Antoine de Bourbon, duc d’Angoulême, ältester Sohn von König Karl X.
- Chevau-légers-lanciers: Charles, duc de Berry, jüngster Sohn von König Karl X.
- Cuirassiers: Louis-Antoine de Bourbon, duc d’Angoulême
- Garde Nationale: Charles, comte d’Artois, Bruder von König Ludwig XVIII.
- Suisses: Henri, duc de Bordeaux, Enkel von König Karl X.
- Garde royale: König Ludwig XVIII. und danach König Karl X.

## Sonstiges
Jeweils ein Infanterie- und ein Kavallerieregiment führten den Namen „Colonel général“:
- Das Infanterieregiment „de Picardie“ wurde im Jahre 1780 in „Régiment d’infanterie colonel général“ umbenannt. Es führte die Nr. 1 in der Regimentsliste und wurde bei der Heeresreform anlässlich der Revolution zum „1er régiment d’infanterie“. Es besteht bis heute.

- Das Regiment „Turenne cavalerie“ wurde 1657 in „Régiment de cavalerie colonel général“ umbenannt. Es führte die Nr. 1 in der Regimentsliste und wurde bei der Heeresreform anlässlich der Revolution zum „1er régiment de cavalerie“. Es wurde zunächst mit dem „11er régiment de cuirassiers“ zusammengelegt und im Jahre 2009 als „1-11e régiment de cuirassiers“ aufgelöst. An seine Stelle trat das zu diesem Zweck wiederaufgestellte 4e régiment de dragons.

Die Namensgebung besagte nicht, dass der jeweilige colonel général Inhaber des Regiments war. Es führt lediglich die Bezeichnung.